# Lê Thanh Nghị

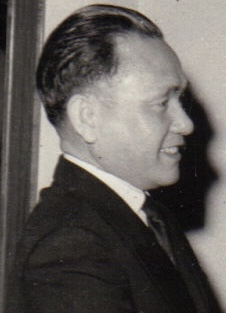
Lê Thanh Nghị (1966)

Lê Thanh Nghị (Geburtsname: Nguyễn Khắc Xứng; * 6. März 1911 in Gia Lộc, Hải Dương, Französisch-Indochina; † 16. August 1989 in Hanoi) war ein Politiker der Kommunistischen Partei Vietnams KPV (Đảng Cộng sản Việt Nam) in der Sozialistischen Republik Vietnam, der unter anderem von 1955 bis 1960 Industrieminister, von 1956 bis 1982 Mitglied des Politbüros des Zentralkomitees (ZK) der KPV, von 1960 bis 1981 stellvertretender Premierminister, von 1974 bis 1980 Vorsitzender des Staatlichen Planungskomitees sowie von 1982 bis 1987 Vizepräsident des Staatsrates war.

## Leben

### Beginn des politischen Engagements, Inhaftierungen und ZK-Mitglied
Der als Nguyễn Khắc Xứng geborene Lê Thanh Nghị arbeitete nach dem Schulbesuch von 1925 bis 1927 als Elektriker im Kraftwerk Cửa Cấm in Hải Phòng sowie von 1927 bis 1928 im Bergwerk Vàng Danh in Quảng Ninh, ehe er von 1928 bis 1930 als Elektriker im Kraftwerk Cọc Năm in Hồng Gai tätig war. Zu dieser nahm an er revolutionären Aktivitäten gegen die französische Kolonialmacht teil und wurde 1929 zunächst Mitglied der Gesellschaft der Genossen der revolutionären Jugend (Hội Việt Nam Thanh niên Cách mạng) sowie 1930 auch Mitglied der von Hồ Chí Minh gegründeten Kommunistischen Partei Indochinas. Im Mai 1930 wurde er von der französischen Kolonialmacht verhaftet, zu lebenslanger Haft verurteilt und auf die isolierte Inselgruppe Côn Đảo verbannt. Nach seiner Entlassung 1936 kehrte er nach Hanoi zurück, um sich dort an revolutionären Aktivitäten in der Arbeiterbewegung zu beteiligen. Er nahm am Aufbau von Freundschaftsverbänden, Gewerkschaften und Basisparteiorganisationen teil und wurde Mitglied des Parteikomitees von Hanoi. 1937 wurde er von der Parteiführung zu revolutionären Aktivitäten in seiner Heimatprovinz Hải Dương entsandt. 1939 nahm er an revolutionären Aktivitäten in Hải Phòng teil und wurde Mitglied im Interprovinziellen Parteikomitee B und arbeitete anschließend im Parteikomitee für Nordvietnam. 1940 wurde er zum zweiten Mal von der französischen Kolonialmacht verhaftet und zu fünf Jahren Gefängnis verurteilt, woraufhin seine Verbannung nach Sơn La erfolgte. Im Gefängnis von Sơn La beteiligte er sich immer noch an Aktionen gegen die Gefängnisleitung, organisierte den Kampf und fand verschiedene Möglichkeiten, um mit der Außenwelt in Kontakt zu treten.
Nachdem Fluchtversuche gescheitert waren, kehrte Lê Thanh Nghị 1945 nach Ablauf seiner Haftstrafe wieder nach Hanoi zurück, um sich abermals an revolutionären Aktivitäten zu beteiligen. Zugleich wurde Mitglied des Ständigen Ausschusses des Parteikomitees der Nordregion. Am 9. März 1945 nahm er an der erweiterten Konferenz des Ständigen Zentralkomitees teil und wurde daraufhin mit der Leitung der revolutionären Bewegung in der nach Hoàng Hoa Thám benannten Kriegszone beauftragt. Des Weiteren wurde er als Mitglied in das für die Kriegszone II zuständige Militärkomitee Nord berufen. Nach August 1945 war er zuständiger Kommissar für die Küstenregion (Trung Bộ), die die fünf Bereiche Hải Phòng, Kiến An, Quảng Yên, Hồng Gai und Hải Ninh umfasste. Zu Beginn des Indochinakrieges war er von 1946 bis 1948 Mitglied des Ständigen Ausschusses des Parteikomitees, Sekretär des Parteikomitees der Region III und Vorsitzender des Widerstandskomitees dieser Region. Nachdem er von 1948 bis 1949 stellvertretender Sekretär des Interregionalen Parteikomitees III war, fungierte er als Leiter des Büros des Zentralkomitees (ZK) der Kommunistischen Partei Vietnams und nach seiner Rückkehr Ende 1949 wieder als stellvertretender Sekretär des Interregionalen Parteikomitees III.
Auf dem II. Nationalkongress der KPV (11. bis 19. Februar 1951) wurde Lê Thanh Nghị erstmals Mitglied des ZK der KPV und gehörte diesem nach seinen Wiederwahlen auf dem III. Nationalkongress (5. bis 12. September 1960), IV. Nationalkongress (14. bis 20. Dezember 1976) und dem V. Nationalkongress (27. bis 31. März 1982) mehr als 35 Jahre lang bis zum VI. Nationalkongress (15. bis 18. Dezember 1986) an. Nachdem er von 1953 bis 1954 auch Sekretär des Parteikomitees von Hanoi gewesen war, wurde er Ende 1954 Leiter des Büros des Zentralkomitees der Partei.

### Minister, Politbüromitglied, stellvertretender Premierminister und stellvertretender Staatspräsident

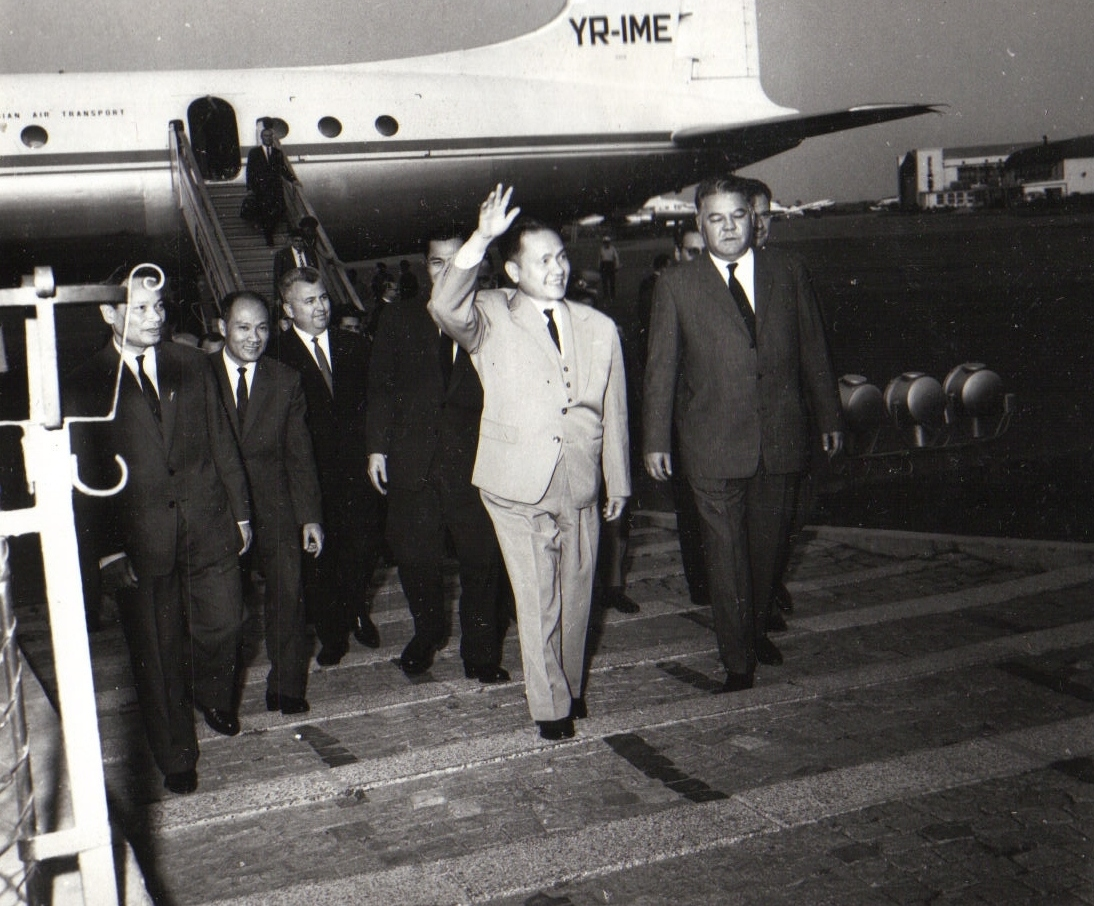
Lê Thanh Nghị (heller Anzug) bei einem Besuch in der Sozialistischen Republik Rumänien.

Am 20. September 1955 wurde Lê Thanh Nghị als Industrieminister (Bộ trưởng Bộ Công nghiệp) in das Kabinett der Sozialistischen Republik Vietnam von Premierminister Phạm Văn Đồng berufen und bekleidete dieses Ministeramt bis Juli 1960. Auf einem Plenum des II. ZK wurde er am 5. Oktober 1956 zum Mitglied des Politbüros gewählt und gehörte diesem obersten Führungsgremium der Partei nach seinen Bestätigungen beim III. Nationalkongress im September 1960 und beim IV. Nationalkongress im Dezember 1976 bis zum IV. Nationalkongress im März 1982 an. Dabei nahm er in der Parteihierarchie zunächst den 16. Rang unter den 19 Politbüromitglieder ein, im III. Politbüro den neunten Rang unter elf Politbüromitgliedern sowie zuletzt im IV. Politbüro den achten Rang unter 14 Mitgliedern. Des Weiteren wurde er am 8. Mai 1960 Mitglied der Nationalversammlung (Quốc hội Việt Nam) und gehörte dieser von der zweiten bis zum Ende der siebten Legislaturperiode am 19. April 1987 an.
Lê Thanh Nghị übernahm am 15. Juli 1960 den Posten eines stellvertretenden Premierministers (Phó Thủ tướng) und bekleidete dieses Amt nach dem Ende des Vietnamkrieges und der Vereinigung von Nordvietnam mit Südvietnam zur Sozialistischen Republik Vietnam am 2. Juli 1976 noch bis zum 4. Juli 1981. Als stellvertretender Premierminister war er von 1960 bis zum 22. Februar 1967 in Personalunion Leiter des Büros für Industrieangelegenheiten beim Premierminister sowie vom 7. Januar 1960 bis 1964 Vorsitzender des Staatlichen Baukomitees. Er wurde 1967 auch zum Vorsitzenden der ZK-Kommission für Industrie ernannt und fungierte daneben vom 22. Februar bis am 30. Oktober 1967 als Minister für Schwerindustrie (Bộ trưởng Bộ Công nghiệp Nặng). Neben seiner Tätigkeit als stellvertretender Premierminister löste er am 28. März 1974 Nguyễn Lam als Vorsitzender des Staatlichen Planungskomitees (Bộ trưởng Bộ Kế hoạch và Đầu) ab und bekleidete dieses einflussreiche Regierungsamt bis zum 8. Februar 1980, woraufhin dieser Posten abermals von Nguyễn Lam übernommen wurde. Im Juli 1976 wurde er Mitglied des neu geschaffenen Nationalen Verteidigungsrates. Nach Beendigung dieser Tätigkeit wurde er im März 1980 zum Mitglied des ZK-Sekretariats gewählt und vom Politbüro bis zum 31. März 1982 zum ständigen Mitglied des Sekretariats ernannt. Er war zudem seit Februar 1977 Vorsitzezender der Vietnam-DDR-Kommission für wirtschaftliche, kulturelle, wissenschaftliche und technische Zusammenarbeit.

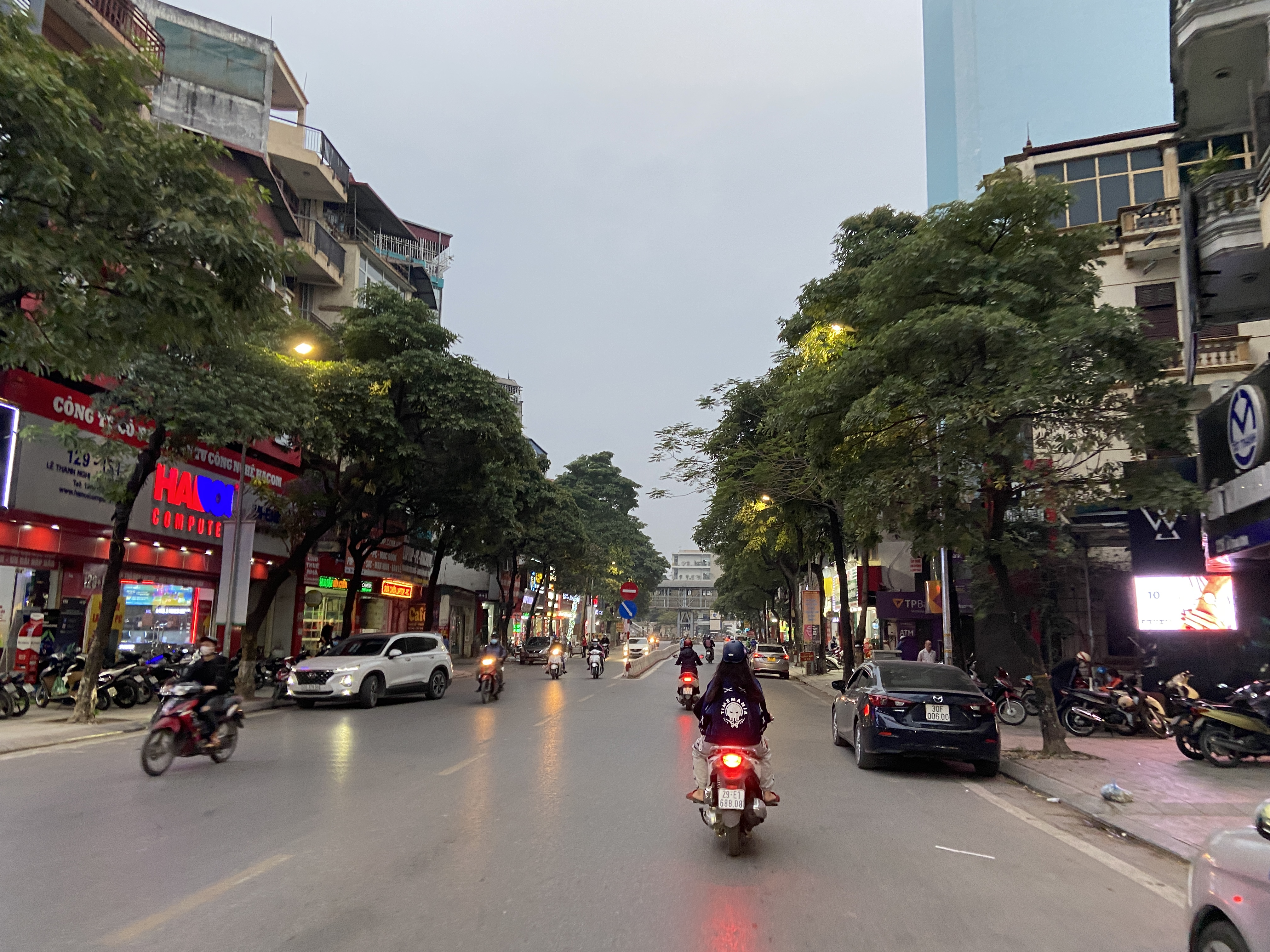
Ihm zu Ehren wurde die Lê Thanh Nghị-Straße in Hanoi benannt.

Zuletzt wurde Lê Thanh Nghị im Juli 1981 zum stellvertretenden Vorsitzenden des Staatsrates gewählt und hatte dieses Amt bis zum 18. Juni 1987 inne. Zugleich wurde er am 28. Juni 1982 als Nachfolger von Xuân Thủy Generalsekretär des Staatsrates und bekleidete diese Funktion bis zu seiner Ablösung durch Nguyễn Thị Định am 18. Juni 1987.
Ihm zu Ehren wurde die Lê Thanh Nghị-Straße in Hanoi benannt. Anlässlich der Wiederkehr seines 110. Geburtstages wurde Lê Thanh Nghị, der von 1944 bis zu seinem Tode 1989 mit Đào Thị Hậu verheiratet war, als „talentierter und typischer Revolutionär der Partei“ gewürdigt und von der ZK-Abteilung für Propaganda das Buch Đồng chí Lê Thanh Nghị - Nhà chính trị, kinh tế, quân sự, ngoại giao thời đại Hồ Chí Minh (Genosse Le Thanh Nghi – Politiker, Ökonom, Militär und Diplomat der Ho-Chi-Minh-Ära) herausgegeben.

## Hintergrundliteratur
- Directory of Officials of the Socialist Republic of Vietnam. A Reference Aid, Bände 7–25, US National Foreign Assessment Center, 1980 (Onlineversion)
- Le Thanh Nghi on Economic Development of Districts, Foreign Broadcast Information Service, 1982
- Directory of Officials of the Socialist Republic of Vietnam. A Reference Aid, 1983 (Onlineversion)
- Kosal Path: Vietnam’s Strategic Thinking During the Third Indochina War, University of Wisconsin Press, 2020, ISBN 978-0-299-32270-0 (Onlineversion (Auszug))
- Đồng chí Lê Thanh Nghị – Nhà chính trị, kinh tế, quân sự, ngoại giao thời đại Hồ Chí Minh, (Genosse Le Thanh Nghi – Politiker, Ökonom, Militär und Diplomat der Ho-Chi-Minh-Ära), 2021